# Mégacles (século VI a.C.)
Mégacles foi um ateniense da família dos alcmeônidas, que se casou com Agarista, filha de Clístenes, tirano de Sicião, com quem teve dois filhos, Clístenes e Hipócrates.
Clístenes, tirano de Sicião, após vencer a corrida de quadrigas, convocou toos os gregos que fossem dignos para irem até Sicião, que ele escolheria o marido da sua bela filha, Agarista. Os dois principais competidores pela sua mão foram os atenienses, o alcmeônida Mégacles e Hipóclides. Mégacles acabou sendo escolhido depois que Hipóclides se cobriu de ridículo ao dançar bêbado diante de Clístenes.
Agarista e Mégacles foram os pais de Clístenes de Atenas e Hipócrates. Hipócrates foi o pai de Agariste, a mãe de Péricles.